# Kamp Sylt
Kamp Sylt was een Nazi concentratiekamp op het eiland Alderney, het meest noordelijke van de Kanaaleilanden. Het kamp is genoemd naar Sylt, een van de Duitse Waddeneilanden.

## Ontstaan
Het Duitse Organisation Todt (OT) bouwde vier werkkampen op Alderney om arbeiders te huisvesten, die werkten aan de geplande versterkingen: Kamp Norderney in Saye, Kamp Borkum in Platte Saline, Kamp Sylt nabij de oude telegraaftoren in La Foulère en Kamp Helgoland in het noordwesten van het eiland. Vanaf maart 1943 ging het commando van OT naar de Schutzstaffel - SS-Baubrigade. Zo werd het kamp een onderdeel van concentratiekamp Neuengamme dat zich bij Hamburg bevond.

### Werkkampen
De werkkampen werden door de OT gebruikt in het dwangarbeidprogramma. Deze dwangarbeiders werden ingezet voor de bouw van versterkingen zoals bunkers, schuilkelders, artilleriestellingen en andere verdedigingsgebouwen uit beton.
In Kamp Norderney zaten vooral Europeanen (vooral Oost-Europeanen maar ook Spanjaarden) en Russische dwangarbeiders. In Norderney en Sylt zaten voornamelijk Joodse dwangarbeiders. Borkum en Helgoland waren werkkampen voor "vrijwilligers" (Hiwis). De gevangenen hier werden slecht behandeld, maar beter dan in de kampen Norderney en Sylt. Kamp Borkum werd gebruikt voor Duitse technici en vrijwilligers van verschillende Europese landen. In Kamp Helgoland verbleven Russische OT werkers.

## Sylt
Sylt was samen met Norderney het enige concentratiekamp op Brits grondgebied. Er werden voornamelijk Joodse dwangarbeiders gevangen gehouden.
De kampcommandant, Karl Tietz had een zwarte Franse koloniale als onderofficier. Toen een Duitse marineofficier zag dat de onderofficier een blanke gevangene sloeg, dreigde hij de onderofficier neer te schieten als hij dit nog eens zag gebeuren. Tietz werd in april 1943 voor de krijgsraad gebracht omwille van verkoop van sigaretten, horloges en andere waardevolle spullen op de zwarte markt. Hij kocht deze zelf van Nederlandse OT-werkers. Hiervoor kreeg hij 18 maanden gevangenisstraf met zware arbeid.
Het leven in het kamp was zwaar, zo blijkt uit getuigenissen van ex-gevangenen die tijdens deze periode in het kamp verbleven. Vele stierven door het zware werk, hongersnood of omdat ze vermoord werden. Op een gegeven moment was hierdoor ook het kamp half leeg. Hierdoor steeg de werkdruk op de nog levende gevangenen. Gevangenen werden voor het minst doodgeschoten of opgehangen, wat in het kamp het meest gebruikelijke was. Mensen die niet meer konden werken werden simpelweg door de SS vermoord. Een voorbeeld hiervan waren drie Russen die ernstig ziek waren. Ze kregen geen verzorging en ook geen eten. Een aantal dagen later werden de drie buiten het kamp gebracht en geëxecuteerd. De SS-Officier gaf als uitleg dat ze zo ziek waren dat ze heel het kamp konden besmetten. Een ander voorbeeld was dat een Russische gevangene werd opgehangen aan de poort aan de ingang van het kamp. Rond zijn nek werd een bord gehangen met daar op de tekst: "Voor het stelen van brood" als waarschuwing aan andere gevangenen. Zijn lichaam bleef zo verschillende dagen hangen.
Meer dan 700 OT-werkers verloren het leven op het eiland of tijdens de overtocht van of naar Frankrijk, toen ze mee hielpen aan de bouw van de Atlantikwall. Het kamp werd in juni 1944 door de Duitsers gesloten na de invasie van Normandië.

### Na de oorlog
Na de oorlog kreeg Alderney de bijnaam "The island of silence" ("Het eiland van de stilte"). Het eiland kreeg deze naam omdat er bijna niets bekend is over wat op het eiland gebeurde gedurende de Duitse bezetting. De commandant, aan het hoofd van de kampen op het eiland, Oberstleutnant Schwalm, gaf het bevel om het kamp in brand te steken. Zo werden alle documenten over het kamp vernietigd nog voor de bevrijding van het eiland op 16 mei 1945. Het Duitse garnizoen gaf zich een week na de andere Kanaaleilanden over en was zo een van de laatste garnizoenen die zich in Europa overgaven. De plaatselijke bevolking mocht pas vanaf december 1945 naar het eiland terugkeren.
Van Kamp Sylt zijn alleen een paar betonnen bewakersposten overgebleven. Ook de tunnel die de woning van de commandant verbond met het kamp bestaat nog. De commandantswoning zelf is in 1989 verplaatst naar elders op het eiland.